# Station Gdańsk Orunia
Station Gdańsk Orunia is een spoorwegstation in de Poolse plaats Gdańsk.